# Vieil-Moutier
Pour les articles homonymes, voir Moutier (homonymie).
Vieil-Moutier est une commune française située dans le département du Pas-de-Calais en région Hauts-de-France.
La commune fait partie de la communauté de communes de Desvres - Samer qui regroupe 31 communes et compte 23 221 habitants en 2021.
Le territoire de la commune est situé dans le parc naturel régional des Caps et Marais d'Opale.

## Géographie

### Localisation
Localisée dans l’ouest du département du Pas-de-Calais, Vieil-Moutier est une commune située, à vol d'oiseau, à 6 km à l'est de la commune de Desvres et à 22 km à l'est de la commune de Boulogne-sur-Mer (aire d'attraction et chef-lieu d'arrondissement).
Le territoire de la commune est limitrophe de ceux de quatre communes.
Les communes limitrophes sont Lottinghen, Bécourt, Saint-Martin-Choquel et Senlecques.

### Géologie et relief
La superficie de la commune est de 5,77 km2 ; son altitude varie de 85  à   204 mètres.
Le territoire communal est marqué d'est en ouest par les coteaux de la cuesta boulonnaise (Mont de la Calique). Ils séparent le fond de la boutonnière (de 85 à 140 mètres) des collines de l'Artois. Le plateau dominant le Boulonnais s'étend à 200 mètres d'altitude environ, sauf au niveau des fonds, vallons dont les fonds sont à 165 mètres environ.

### Hydrographie
Le territoire de la commune est situé dans le bassin Artois-Picardie.
En partie nord, des ruisseaux naissent sur les pentes du coteau calcaire, dont le ruisseau de Vieil-Moutier. Ce sont des affluents du fleuve Liane. L'ensemble est soumis au SAGE (schéma d'aménagement et de gestion des eaux) du Boulonnais (dont le périmètre est inclus dans le territoire de l'agence de l'eau Artois - Picardie).

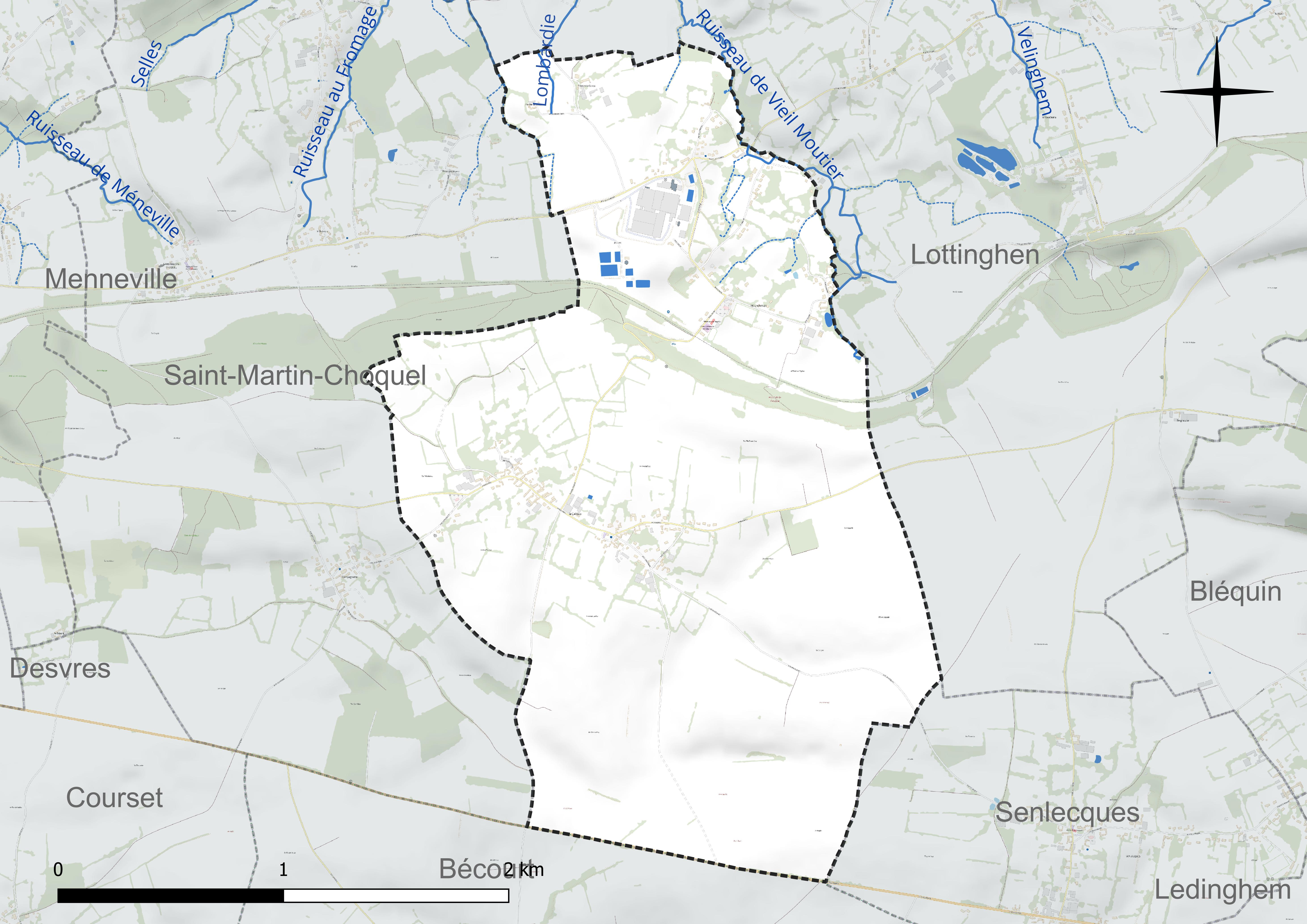
Réseau hydrographique de Vieil-Moutier.

### Climat
Pour des articles plus généraux, voir Climat des Hauts-de-France et Climat du Nord-Pas-de-Calais.
En 2010, le climat de la commune est de type climat océanique franc, selon une étude du CNRS s'appuyant sur une série de données couvrant la période 1971-2000. En 2020, Météo-France publie une typologie des climats de la France métropolitaine dans laquelle la commune est exposée à un climat océanique et est dans la région climatique Côtes de la Manche orientale, caractérisée par un faible ensoleillement (1 550 h/an) ; forte humidité de l’air (plus de 20 h/jour avec humidité relative > 80 % en hiver), vents forts fréquents.
Pour la période 1971-2000, la température annuelle moyenne est de 10,1 °C, avec une amplitude thermique annuelle de 13,1 °C. Le cumul annuel moyen de précipitations est de 1 052 mm, avec 13 jours de précipitations en janvier et 8,6 jours en juillet. Pour la période 1991-2020, la température moyenne annuelle observée sur la station météorologique la plus proche, située sur la commune de Nielles-lès-Bléquin à 8 km à vol d'oiseau, est de 10,6 °C et le cumul annuel moyen de précipitations est de 976,9 mm,. Pour l'avenir, les paramètres climatiques de la commune estimés pour 2050 selon différents scénarios d'émission de gaz à effet de serre sont consultables sur un site dédié publié par Météo-France en novembre 2022.

### Paysages
Pour un article plus général, voir Paysage en France.
La commune est située à la jonction de deux paysages tels qu'ils sont définis dans l'atlas des paysages de la région Nord-Pas-de-Calais, conçu par la direction régionale de l'Environnement, de l'Aménagement et du Logement (DREAL), : 
- le « paysage boulonnais » qui concerne 66 communes, se délimite : au Nord, par les paysages des coteaux calaisiens et du Pays de Licques, à l'Est, par le paysage du Haut pays d'Artois, et au Sud, par les paysages Montreuillois.

Le « paysage boulonnais », constitué d'une boutonnière bordée d'une cuesta définissant un pays d'enclosure, est essentiellement un paysage bocager composé de 47 % de son sol en herbe ou en forêt et de 31 % en herbage, avec, dans le sud et l'est, trois grandes forêts, celle de Boulogne, d'Hardelot et de Desvres et, au nord, le bassin de carrière avec l'extraction de la pierre de Marquise depuis le Moyen Âge et de la pierre marbrière dont l'extraction s'est développée au XIXe siècle.
La boutonnière est formée de trois ensembles écopaysagers : le plateau calcaire d'Artois qui forme le haut Boulonnais, la boutonnière qui forme la cuvette du bas Boulonnais et la cuesta formée d'escarpements calcaires.
Dans ce paysage, on distingue trois entités :
- - les vastes champs ouverts du Haut Boulonnais ;
  - le bocage humide dans le Bas Boulonnais ;
  - la couronne de la cuesta avec son dénivelé important et son caractère boisé[11] ;
- les « paysages des hauts plateaux artésiens », qui concernent 77 communes du Pas-de-Calais, se situent à l'extrémité ouest des collines de l'Artois qui traversent le Pas-de-Calais d'Arras au Boulonnais. L'alltitude de ces paysages dépassent les 180 mètres. Ces dimensions sont modestes, d'une quinzaine de kilomètres du sud-est au nord-ouest et d'une vingtaine de kilomètres dans sa dimension la plus grande[12].

Ces « paysages des hauts plateaux artésiens », appelés aussi « Haut Artois », se caractérisent par trois ensembles écopaysagers :
- - l'ensemble mésophile ouvert du plateau artésien calcaire ;
  - l'ensemble alluvial des fonds de vallée de la Lys et de l'Aa ;
  - l'ensemble calcicole des versants calcaires des vallées[12].

Le « Haut Artois » dispose d'une importante densité de corridors biologiques bien interconnectés.
Dans le « Haut Artois », pas de villes, c'est une des rares terres rurales de la région, les communes les plus importantes sont, du nord au sud, Lumbres, Fauquembergues et Fruges. Le « Haut Artois », drainé par l'Aa et la Lys, constitue le sommet de l'anticlinal artésien, paysage ventée, froid et aux précipitations importantes qui en font le château d'eau régional.
Leș cultures représentent environ 60 % des sols, les prairies entre 26 et 27 %, les bois de 5 à 8 % et les villages et bourgs de 5 à 8 %, l'industrie y est peu présente.

### Milieux naturels et biodiversité

#### Espaces protégés
La protection réglementaire est le mode d’intervention le plus fort pour préserver des espaces naturels remarquables et leur biodiversité associée.
Dans ce cadre, la commune fait partie de quatre espaces protégés : 
- le parc naturel régional des Caps et Marais d'Opale, d’une superficie de 132 499 hectares réparties sur 154 communes, géré par le syndicat mixte d'aménagement et de gestion du parc naturel régional des Caps et Marais d'Opale[14] ;
- le rando-rail de Nielles-lès-Bléquin, d’une superficie de 34,484 hectares. Terrain géré (location, convention de gestion) par le Conservatoire d'espaces naturels des Hauts-de-France[15] ;
- le mont de la Calique, parcelle en maitrise d'usage d’une superficie de 1,566 hectares. Terrain géré (location, convention de gestion) par le Conservatoire d'espaces naturels des Hauts-de-France[16] ;
- le mont de la Calique, parcelle acquise en maitrise foncière d’une superficie de 2,554 hectares. Terrain acquis (ou assimilé) et géré par le Conservatoire d'espaces naturels des Hauts-de-France[17].

#### Zones naturelles d'intérêt écologique, faunistique et floristique
L’inventaire des zones naturelles d'intérêt écologique, faunistique et floristique (ZNIEFF) a pour objectif de réaliser une couverture des zones les plus intéressantes sur le plan écologique, essentiellement dans la perspective d’améliorer la connaissance du patrimoine naturel national et de fournir aux différents décideurs un outil d’aide à la prise en compte de l’environnement dans l’aménagement du territoire.
Le territoire communal comprend une ZNIEFF de type 1 :
- le bois des Monts, Mont Graux, Mont-Hulin, Mont de la Calique et anciennes carrières du Mont-Pelé à Desvres, d’une superficie de 484 hectares. Ce site est majoritairement boisé en dehors des anciennes zones d’extraction de craie. Le plateau limoneux est occupé par des cultures[18].

et deux ZNIEFF de type 2 :
- le complexe bocager du Bas-Boulonnais et de la Liane. Le complexe bocager du bas-Boulonnais et de la Liane s’étend entre Saint-Martin-Boulogne et Saint-Léonard à l’ouest et Quesques et Lottinghen à l’est. Il correspond à la cuvette herbagère du bas-Boulonnais[19] ;
- la cuesta du Boulonnais entre Neufchâtel-Hardelot et Colembert. Cette ZNIEFF marque la séparation entre les terrains du Jurassiques du Bas-Boulonnais et les plateaux crayeux des hautes terres Artésiennes[20].

Carte des ZNIEFF de type 1 et 2 sur la commune
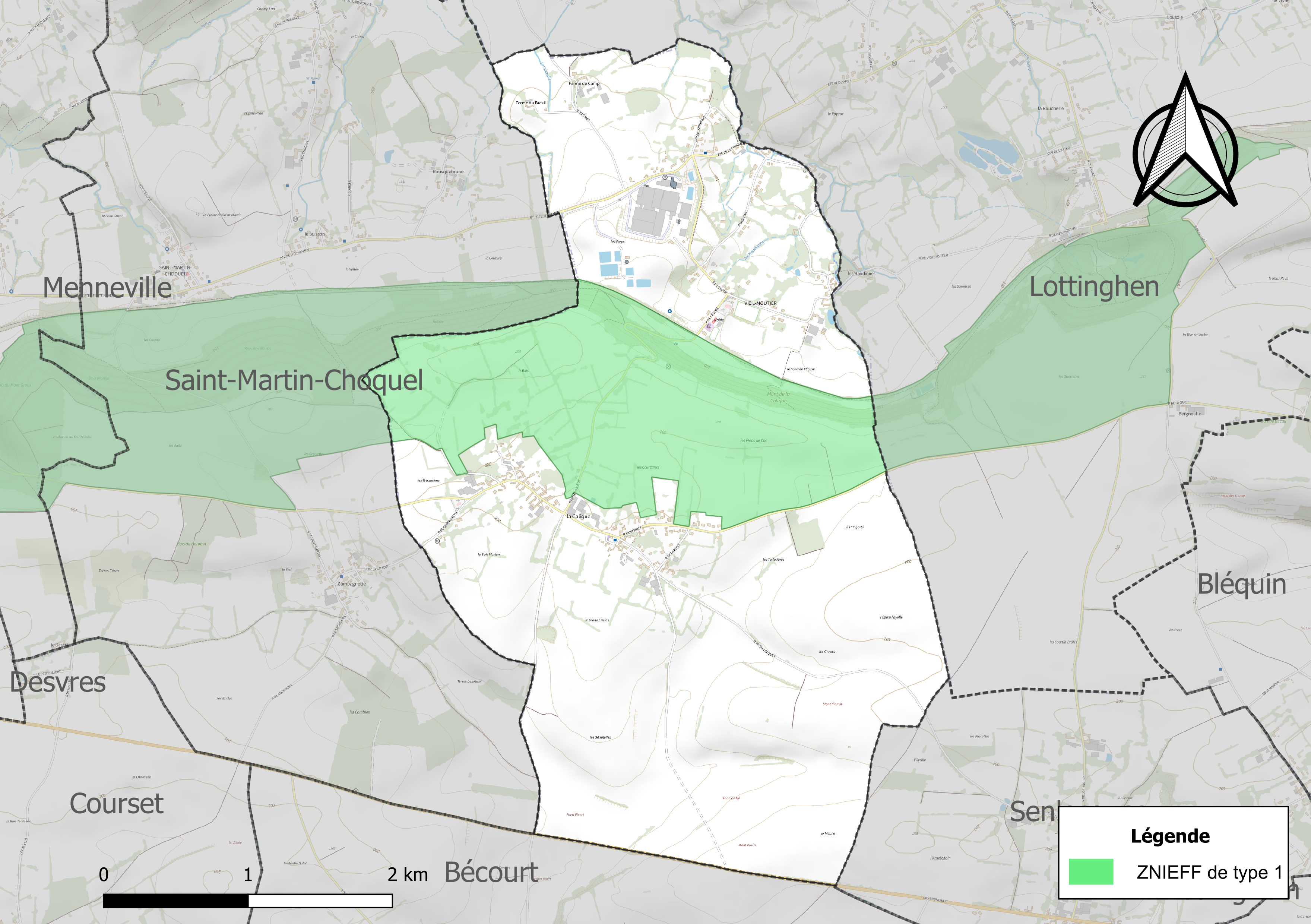
Carte de la ZNIEFF de type 1 sur la commune.
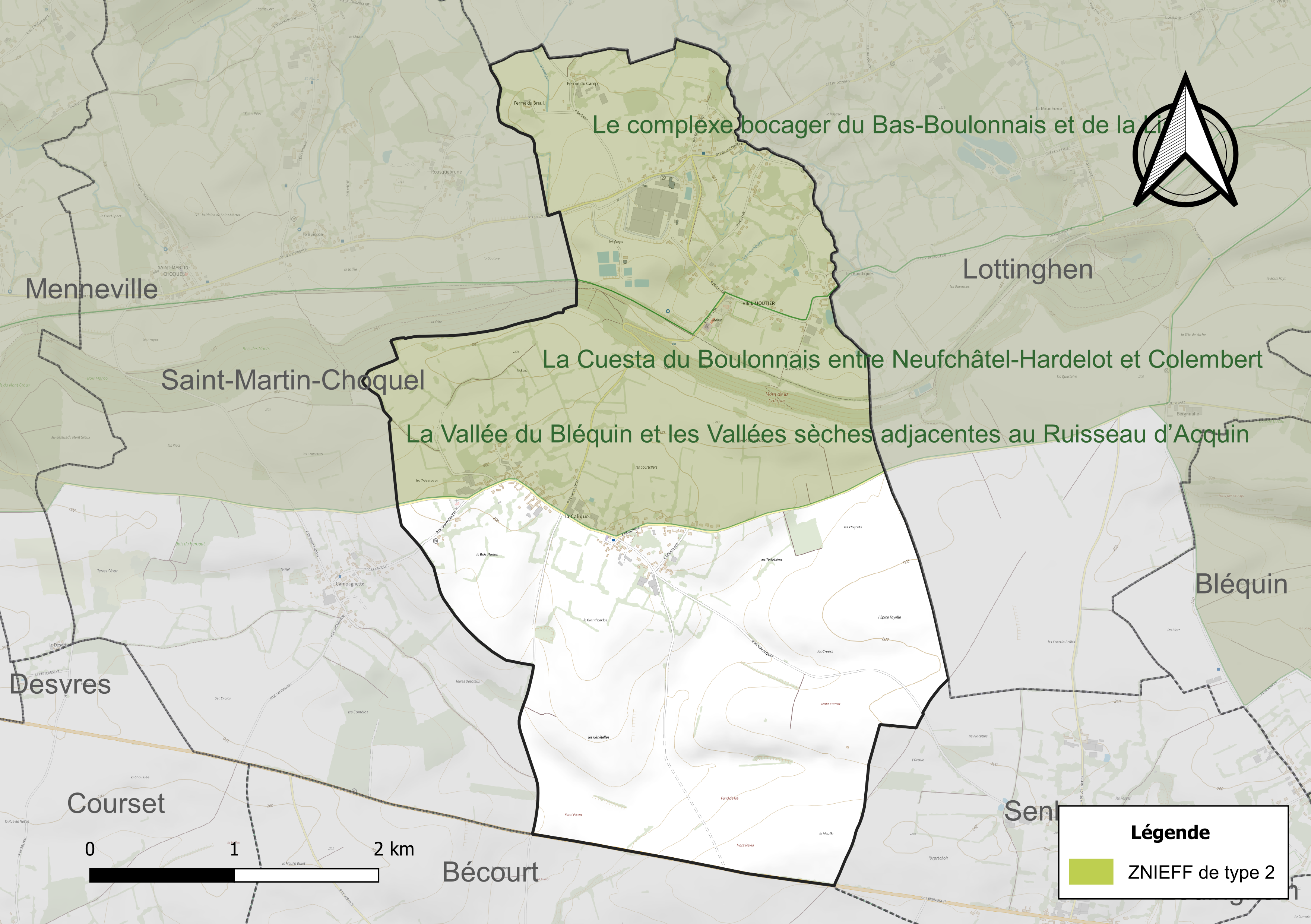
Carte de la ZNIEFF de type 2 sur la commune.

#### Réseau Natura 2000
Le réseau Natura 2000 est un réseau écologique européen de sites naturels d’intérêt écologique élaboré à partir des directives « habitats » et « oiseaux ». Ce réseau est constitué de zones spéciales de conservation (ZSC) et de zones de protection spéciale (ZPS). Dans les zones de ce réseau, les États membres s'engagent à maintenir dans un état de conservation favorable les types d'habitats et d'espèces concernés, par le biais de mesures réglementaires, administratives ou contractuelles.
Sur la commune, un site Natura 2000 de type B est défini en site d'importance communautaire (SIC) : les pelouses et bois neutrocalcicoles de la cuesta sud du Boulonnais. Ce site, créé par un arrêté du 13 avril 2007, a une superficie de 420 hectares et une altitude qui varie de 65 mètres à 200 mètres.

## Urbanisme

### Typologie
Au 1er janvier 2024, Vieil-Moutier est catégorisée commune rurale à habitat dispersé, selon la nouvelle grille communale de densité à sept niveaux définie par l'Insee en 2022.
Elle est située hors unité urbaine. Par ailleurs la commune fait partie de l'aire d'attraction de Boulogne-sur-Mer, dont elle est une commune de la couronne,. Cette aire, qui regroupe 80 communes, est catégorisée dans les aires de 50 000 à moins de 200 000 habitants,.

### Occupation des sols
L'occupation des sols de la commune, telle qu'elle ressort de la base de données européenne d’occupation biophysique des sols Corine Land Cover (CLC), est marquée par l'importance des territoires agricoles (90,7 % en 2018), en diminution par rapport à 1990 (94,9 %). La répartition détaillée en 2018 est la suivante : 
terres arables (61,3 %), prairies (21,3 %), zones agricoles hétérogènes (8,2 %), zones urbanisées (4,3 %), zones industrielles ou commerciales et réseaux de communication (4,2 %), forêts (0,7 %). L'évolution de l’occupation des sols de la commune et de ses infrastructures peut être observée sur les différentes représentations cartographiques du territoire : la carte de Cassini (XVIIIe siècle), la carte d'état-major (1820-1866) et les cartes ou photos aériennes de l'IGN pour la période actuelle (1950 à aujourd'hui).

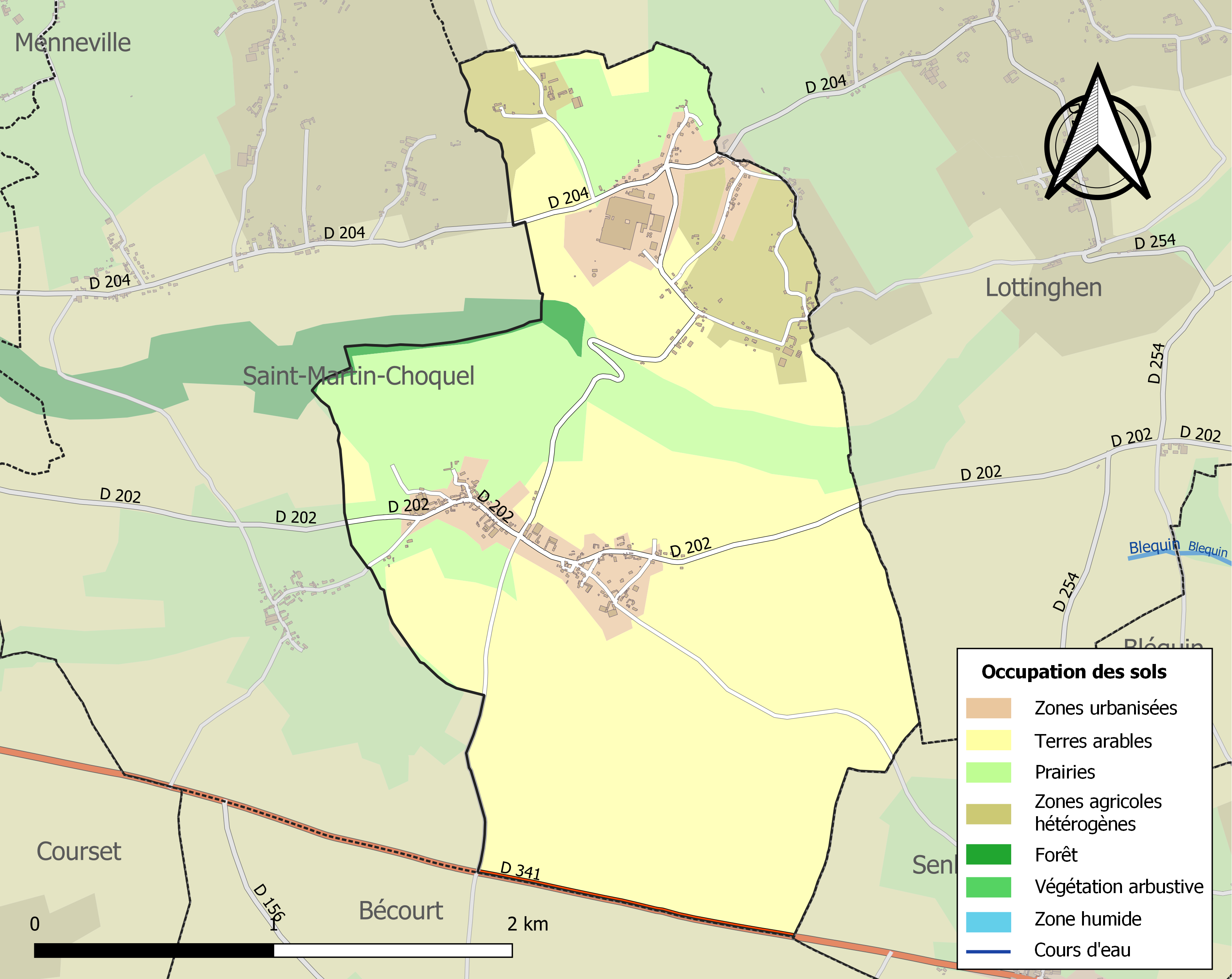
Carte des infrastructures et de l'occupation des sols de la commune en 2018 (CLC).

### Voies de communication et transports
La route départementale D 204 traverse la commune dans sa partie nord, la D 202 dans sa partie sud et la D 341 (chaussée Brunehaut) constitue la limite sud.
Les gares les plus proches sont celles de Boulogne, Calais-Fréthun et Saint-Omer.

### Risques naturels et technologiques

#### Risque inondation
À la suite du passage des tempêtes Ciarán, Domingos et Elisa et des inondations et coulées de boue qui se sont produites, la commune est reconnue, par arrêté du 14 novembre 2023, en état de catastrophe naturelle pour inondations et coulées de boue sur la période du 2 au 12 novembre 2023, comme 179 autres communes du département.

## Toponymie
Le nom de la localité est attesté sous les formes Vetus Monasterium (1173), Viés-Moustier (XIVe siècle), Viel-Moutier (1690), Prairie-la-Calique puis Viel Moutier (1793), Vieil-Moutier (depuis 1801),.
Vient du latin vetus monasterium qui signifie « vieux monastère (moutier) » du fait que la commune était le siège primitif de l'abbaye ensuite installée à Samer par saint Wulmer.
Ses habitants sont appelés les Vétumonastériens'.

## Histoire
Le hameau de la Calique qui dépend de Vieil-Moutier, est mentionné dans une bulle pontificale du pape Célestin III de 1193 en faveur de Samer (sans doute de l'abbaye de Samer?).

## Politique et administration

### Découpage territorial
La commune se trouve dans l'arrondissement de Boulogne-sur-Mer du département du Pas-de-Calais.

#### Commune et intercommunalités
La commune est membre de la communauté de communes de Desvres - Samer.

#### Circonscriptions administratives
La commune est rattachée au canton de Desvres.

#### Circonscriptions électorales
Pour l'élection des députés, la commune fait partie de la sixième circonscription du Pas-de-Calais.

### Élections municipales et communautaires

#### Liste des maires
| Période                                  | Période                     | Identité      | Étiquette | Qualité                                     |
| ---------------------------------------- | --------------------------- | ------------- | --------- | ------------------------------------------- |
| Les données manquantes sont à compléter. |                             |               |           |                                             |
| mars 1983                                | mars 2001                   | Bernard Leduc |           |                                             |
| mars 2001                                | 2020                        | Michel Merlin |           | Agriculteur Réélu pour le mandat 2014-2020, |
| 23 mai 2020                              | En cours (au 11 avril 2022) | Joël Coquet   |           | employé retraité du ministère des Finances, |

## Population et société

### Démographie

#### Évolution démographique
L'évolution du nombre d'habitants est connue à travers les recensements de la population effectués dans la commune depuis 1793. Pour les communes de moins de 10 000 habitants, une enquête de recensement portant sur toute la population est réalisée tous les cinq ans, les populations de référence des années intermédiaires étant quant à elles estimées par interpolation ou extrapolation. Pour la commune, le premier recensement exhaustif entrant dans le cadre du nouveau dispositif a été réalisé en 2004.

En 2022, la commune comptait 385 habitants, en évolution de −1,03 % par rapport à 2016 (Pas-de-Calais : −0,72 %, France hors Mayotte : +2,11 %).
| 1793 | 1800 | 1806 | 1821 | 1831 | 1836 | 1841 | 1846 | 1851 |
| ---- | ---- | ---- | ---- | ---- | ---- | ---- | ---- | ---- |
| 276  | 204  | 199  | 303  | 279  | 303  | 264  | 275  | 273  |

| 1856 | 1861 | 1866 | 1872 | 1876 | 1881 | 1886 | 1891 | 1896 |
| ---- | ---- | ---- | ---- | ---- | ---- | ---- | ---- | ---- |
| 286  | 279  | 305  | 294  | 301  | 306  | 355  | 348  | 372  |

| 1901 | 1906 | 1911 | 1921 | 1926 | 1931 | 1936 | 1946 | 1954 |
| ---- | ---- | ---- | ---- | ---- | ---- | ---- | ---- | ---- |
| 381  | 316  | 327  | 336  | 299  | 306  | 317  | 319  | 299  |

| 1962 | 1968 | 1975 | 1982 | 1990 | 1999 | 2004 | 2006 | 2009 |
| ---- | ---- | ---- | ---- | ---- | ---- | ---- | ---- | ---- |
| 281  | 269  | 302  | 315  | 338  | 333  | 367  | 388  | 383  |

| 2014 | 2019 | 2022 | - | - | - | - | - | - |
| ---- | ---- | ---- | - | - | - | - | - | - |
| 393  | 381  | 385  | - | - | - | - | - | - |

#### Pyramide des âges
En 2018, le taux de personnes d'un âge inférieur à 30 ans s'élève à 37,3 %, soit au-dessus de la moyenne départementale (36,7 %). À l'inverse, le taux de personnes d'âge supérieur à 60 ans est de 23,6 % la même année, alors qu'il est de 24,9 % au niveau départemental.
En 2018, la commune comptait 197 hommes pour 187 femmes, soit un taux de 51,30 % d'hommes, largement supérieur au taux départemental (48,50 %).
Les pyramides des âges de la commune et du département s'établissent comme suit.
| Hommes | Classe d’âge | Femmes |
| ------ | ------------ | ------ |
| 1,5    | 90 ou +      | 1,1    |
| 6,2    | 75-89 ans    | 5,9    |
| 14,9   | 60-74 ans    | 17,7   |
| 19,5   | 45-59 ans    | 16,1   |
| 21,0   | 30-44 ans    | 21,5   |
| 13,8   | 15-29 ans    | 17,2   |
| 23,1   | 0-14 ans     | 20,4   |

| Hommes | Classe d’âge | Femmes |
| ------ | ------------ | ------ |
| 0,5    | 90 ou +      | 1,6    |
| 5,6    | 75-89 ans    | 8,9    |
| 16,7   | 60-74 ans    | 18,1   |
| 20,2   | 45-59 ans    | 19,2   |
| 18,9   | 30-44 ans    | 18,1   |
| 18,2   | 15-29 ans    | 16,2   |
| 19,9   | 0-14 ans     | 17,9   |

### Sports
Un club de football s'est développé sur la commune, l'ASL Vieil-Moutier.

## Économie
460 employés travaillent sur le territoire de la commune à l'usine Novandie de production de produits laitiers. Cette usine produit environ 800 palettes de produits par jour.
Le territoire est entièrement occupé par l'agriculture, à l'exception des zones urbanisées. Les bois ne sont présents qu'au niveau des coteaux.

## Culture locale et patrimoine

### Lieux et monuments

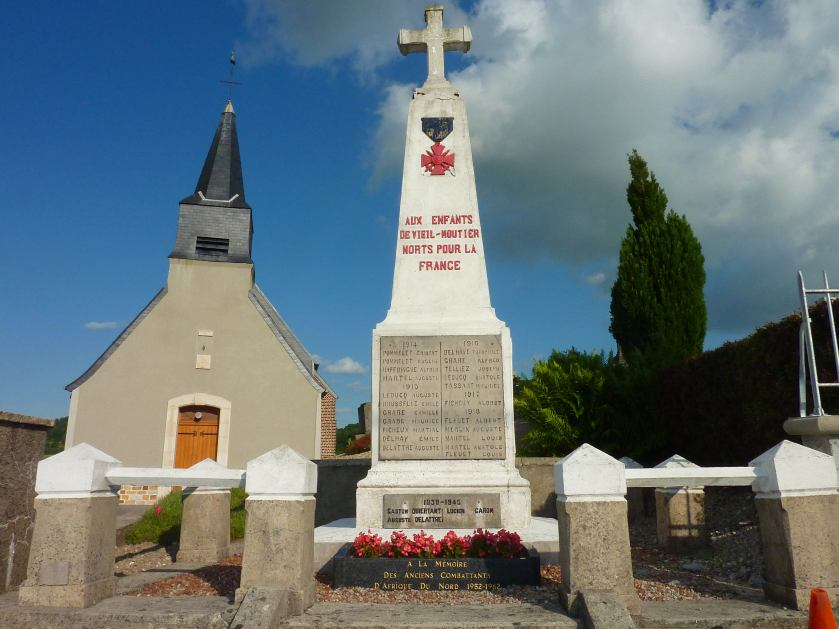
Le monument aux morts devant l'église.

- L'église Saint-Omer.
- Le monument aux morts.

### Héraldique
| Blason de Vieil-Moutier | Blason  | Parti : au 1er de sinople au monastère d'argent ouvert et ajouré de sable, au 2d d'or à deux crosses adossées et passées en sautoir de sable, surmontées d'un massacre de cerf de même et cantonnée de trois tourteaux de gueules, deux en flanc et un en pointe.                         |
| Blason de Vieil-Moutier | Détails | L'église du parti dextre, ou plutôt le « monastère », d'argent qui évoque son nom (le moutier) et son ancienne appartenance à l'abbaye Saint-Wulmer de Samer ; quant au parti senestre, il s'agit des armes de cette dite abbaye. Adopté par la commune.                                  |
| Blason de Vieil-Moutier | Alias   | D'or à deux crosses adossées et passées en sautoir de sable, surmontées d'un massacre de cerf de même et accompagnées de trois tourteaux de gueules. Armes de l'abbaye et de la ville de Samer, proposées par les archives départementales, du fait que le village dépendait de l'abbaye. |

## Pour approfondir